# Борове (Ішимський район)
Борове́ (рос. Боровое) — село у складі Ішимського району Тюменської області, Росія.
Населення — 652 особи (2010, 662 у 2002).
Національний склад станом на 2002 рік:
- росіяни — 79 %